# Shareese Woods
Shareese Woods (née le 20 février 1985) est une athlète américaine spécialiste du 400 mètres. 

## Carrière

### Palmarès
| Année | Compétition                    | Lieu           | Résultat | Épreuve   | Performance   |
| ----- | ------------------------------ | -------------- | -------- | --------- | ------------- |
| 2007  | Jeux panaméricains             | Rio de Janeiro | 7e       | 200 m     | 23 s 34       |
| 2007  | Jeux panaméricains             | Rio de Janeiro | 2e       | 4 x 100 m | 43 s 62       |
| 2007  | Championnats NACAC             | San Salvador   | 1re      | 4 x 400 m | 3 min 29 s 15 |
| 2008  | Championnats du monde en salle | Valence        | 3e       | 400 m     | 51 s 41       |
| 2008  | Championnats du monde en salle | Valence        | 3e       | 4 x 400 m | 3 min 29 s 30 |

### Records
| Épreuve    | Performance | Lieu         | Date         |
| ---------- | ----------- | ------------ | ------------ |
| 100 mètres | 11 s 36     | Orlando      | 27 mars 2010 |
| 200 mètres | 22 s 71     | Haldensleben | 22 août 2010 |
| 400 mètres | 51 s 05     | Eugene       | 27 juin 2009 |

| Épreuve    | Performance | Lieu         | Date        |
| ---------- | ----------- | ------------ | ----------- |
| 200 mètres | 22 s 97     | Fayetteville | 9 mars 2007 |
| 400 mètres | 51 s 41     | Valence      | 9 mars 2008 |